# Linc
Lincitanyák (románul: Linț) falu Romániában, Maros megyében.

## Története
Maroskece község része. A trianoni békeszerződésig Torda-Aranyos vármegye Marosludasi járásához tartozott.

## Népessége
2002-ben 2 lakosa volt, ebből 2 román nemzetiségű, ortodox hitű. 2011-re elnéptelenedett.